# Fernando Bayardo Bengoa
Fernando José Bayardo Bengoa (Montevideo, Uruguay, 16 de abril de 1923 - Montevideo, Uruguay, 31 de octubre de 1987), fue un magistrado y político uruguayo, quien se desempeñó como Fiscal de Corte y Procurador General de la Nación desde 1971 en forma interina y a partir de 1973 como titular; y posteriormente ocupó el cargo de Ministro de Justicia entre 1977 y 1981, durante el período de la dictadura cívico militar de 1973-1985. Fue asimismo uno de los más destacados especialistas en Derecho Penal de su país.

## Primeros años
Nació en Montevideo el 16 de abril de 1923, hijo de Fernando Bayardo y Ernestina Bengoa.
Cursó estudios en la Facultad de Derecho de la Universidad de la República, donde se graduó como abogado.

## Fiscal Letrado en el interior
En noviembre de 1948 ingresó al Ministerio Público al ser designado Fiscal Letrado de Cerro Largo.
En junio de 1951 fue trasladado a la Fiscalía Letrada de San José.

## Fiscal Letrado en la capital
En febrero de 1952 pasó a cumplir funciones en Montevideo al ser nombrado Fiscal Adjunto a la Fiscalía de Corte,cargo que ocupó durante una década.
En marzo de 1962 fue designado Fiscal del Crimen de Primer Turno.

## Fiscal de Corte
En marzo de 1971, luego de permanecer secuestrado durante dos semanas por el Movimiento de Liberación Nacional-Tupamaros, el entonces Fiscal de Corte Guido Berro Oribe pidió licencia a su cargo, al que ya no se reintegraría. El gobierno de Jorge Pacheco Areco encargó entonces interinamente la Fiscalía de Corte a Bayardo, quien la ocupó en tal calidad durante casi dos años.
Finalmente, luego de hacerse efectivo el cese definitivo en el cargo de Berro Oribe, y previa venia otorgada por la Comisión Permanente del Parlamento, Bayardo fue nombrado Fiscal de Corte y Procurador General de la Nación el 9 de enero de 1973 por el presidente Juan Mara Bordaberry.
Bayardo fue el séptimo Fiscal de Corte titular desde la creación de dicho puesto en 1907, y el primero en haber realizado su carrera enteramente en el Ministerio Público (la mayoría de los anteriores lo había hecho total o parcialmente en el Poder Judicial, con la excepción del primero, Álvaro Guillot, que no había sido previamente ni juez ni fiscal.
Desempeñó el citado cargo hasta su nombramiento como ministro, siendo sucedido en la Fiscalía de Corte por Mario Ferrari Silva.

## Ministro de Justicia
Tras el inicio de la dictadura cívico militar de 1973, se registró un paulatino cercenamiento de la autonomía e independencia del Poder Judicial. Con la asunción de la Presidencia de la República por Aparicio Méndez, dicho proceso se aceleró. 
Inmediatamente se creó el Ministerio de Justicia, mediante el artículo 2° del Decreto Constitucional (o Acto Institucional) número 3 de 1° de septiembre de 1976.El 27 de enero de 1977 Bayardo fue designado como el primer titular de dicho ministerio por el presidente Méndez.
Pocos meses más tarde, el 1° de julio de 1977, se dictó el Decreto Constitucional-Acto Institucional número 8, por el que se modificaron las normas constitucionales referentes al Poder Judicial y al Tribunal de lo Contencioso Administrativo, dejando de tener carácter independiente, pasando a denominarse Administración de Justicia y Justicia Administrativa y a depender administrativamente del Poder Ejecutivo a través del Ministerio de Justicia. La Suprema Corte de Justicia pasó a llamarse únicamente Corte de Justicia, a secas, y perdió la mayor parte de sus competencias como jerarca administrativo del sistema judicial, por ejemplo, las referidas a designaciones y traslados de jueces, en las que pasó a tener solo la potestad de iniciativa y cuya resolución final quedó en manos del Poder Ejecutivo.
El artículo 48 de dicho Acto Institucional declaró con carácter interino a todos los magistrados judiciales por un plazo de cuatro años.  A partir de entonces, decenas de magistrados considerados desafectos al régimen militar fueron destituidos de sus cargos por el Poder Ejecutivo.
Bayardo permaneció como ministro de Justicia durante la totalidad del período presidencial de Méndez. Al ser sucedido este por Gregorio Álvarez en 1981, fue reemplazado en la titularidad de dicha cartera por Julio César Espínola. 
Poco después, ya con Bayardo fuera del Poder Ejecutivo, el 10 de noviembre de 1981 se dictó el Decreto Constitucional-Acto Institucional número 12, que derogó el número 8, restableció el carácter de Poder del Estado del Poder Judicial y el nombre de Suprema Corte de Justicia a su órgano máximo, así como la autonomía del Tribunal de lo Contencioso Administrativo respecto del Poder Ejecutivo. Sin embargo, no le devolvió al primero sus competencias tradicionales consagradas en la Constitución de 1967, sino que todo lo relativo a la administración del Poder Judicial, designación y traslado de jueces fue confiado a un nuevo órgano denominado Consejo Superior de la Judicatura, presidido por el ministro de Justicia y con integración mixta de miembros magistrados y no magistrados.El Poder Judicial solo recobraría la plenitud de su independencia y sus funciones constitucionales con el restablecimiento de la democracia en 1985.

## Obra jurídica
Bayardo Bengoa fue docente de Derecho Penal en la Facultad de Derecho de la Universidad de la República, obteniendo el grado de catedrático por concurso en 1962. Fue fundador y primer director del Instituto Uruguayo de Derecho Penal entre 1979 y 1984.
Escribió numerosos libros y artículos jurídicos sobre temas de su especialidad,entre las que destacan los once tomos de su obra Derecho Penal Uruguayo, publicados entre 1962 y 1978, considerados el primer estudio sistematizado y orgánico de dicha rama del derecho en el Uruguay; tratándose de una obra clásica y de referencia hasta la actualidad en el ámbito forense y académico de su país.

## Fallecimiento
Fernando Bayardo Bengoa falleció en Montevideo el 31 de octubre de 1987, a los 64 años de edad.